# Ensemble Claude-Gervaise
L'Ensemble Claude Gervaise est un groupe de musique basé à Montréal (Québec, Canada). Le groupe joue de la musique ancienne et traditionnelle, en particulier du Québec et de la France, tout en revêtant des costumes d'époque. L'ensemble est dirigé par le flûtiste Gilles Plante.

## Historique
L'Ensemble Claude-Gervaise a été formé à Montréal en 1967 par quatre flûtistes : Gilles Plante, François Barre, Jean Gagné et Joseph Guilmette. Le groupe a pris son nom de Claude Gervaise, un compositeur de la Renaissance française, éditeur et arrangeur, qui a été actif vers 1550 et qui est surtout connu pour sa musique instrumentale. Entre 1971 et 1975, l'ensemble a publié une revue trimestrielle intitulée Carnet musical. Michael Desroches en était l'éditeur et Jean-Pierre Pinson le rédacteur en chef.
Le groupe actuel maintient un noyau de dix membres, qui sont tous aussi des chanteurs et des danseurs. La plupart des membres du groupe ont été membres ou étudiants de la Faculté de musique et de l'Institut d'études médiévales de l'Université de Montréal. Plusieurs membres du groupe ont étudié les travaux de théoriciens du Moyen Âge et de la Renaissance, y compris Arbeau et Mersenne.
L'Ensemble Claude-Gervaise a donné des concerts en Amérique du Nord et en Europe, et ses enregistrements ont souvent été présentés à la télévision et à la radio de la Société Radio-Canada. En 1988, le groupe a réalisé une série de concerts dans des églises de Montréal. Deux ans plus tard, en 1990, ils ont joué de la musique de la cour du roi François Ier de France au Festival de Lanaudière.
L'ensemble conserve et utilise une vaste collection de plus de trois cents instruments à cordes, à vent et à percussion. Certains d'entre eux sont des originaux rares.

## Membres du groupe[1]
- Béatrice Baillargeon : chant
- Marcel Benoit : luth, cistre, théorbe, taille de viole, sifflet, percussions, chant
- Philippe Gélinas : saqueboute, flûte à bec, vielle à roue, percussion, bouteilles
- Diane Plouffe-Plante : vièle à archet, rebec, taille de viole, violon, pochette, chant
- Gilles Plante : flûte à bec, cervelas, chalumeau, cromorne, percussion, flûte traversière, musette du Poitou, trompe, bouteilles, chant

### Anciens membres
- François Barre : flûte
- Edmund Brownless : chant
- Jean Gagné : flûte
- Jean-Marc Gras : flûte à bec, cromorne, chalémie, dulciane, cervelas
- Joseph Guillemette : flûte
- Claire Tremblay : chalémie, flûte à bec, douçaine
- Isabelle Marchand : basse de viole
- Daniel Thonon : vielle à roue, basse de viole, épinette, clavecin, cromorne, flûte à bec

## Discographie
- Tout l'monde est malheureux (1976) - musique de Gilles Vigneault
- L'Ensemble Claude-Gervaise chante l'amour et la guerre (1977)
- Jouissance vous donneray (1981)
- La Rencontre (1982)
- Géographie sonore du monde de la mer (c. 1984)
- Initiation à la musique (c. 1985)
- Musique au temps de Léonard de Vinci (1987)
- Noëls de la Renaissance (1988)
- Noëls des temps anciens (c. 1994)
- Musique au temps de Jacques Cartier (c. 1995)
- Douce dame jolie (1997)
- Complaintes médiévales (c. 1999)
- Musique populaire des Temps Anciens (2000)
- Nouvelle France (2001)

### Liste des pièces musicales
Tout l’monde est malheureux
Le doux chagrin; Quand vous mourrez de nos amours; La danse à St-Dilon; Suite: (Jean Bourgeois; Jack Monnoloy; Pendant que; La Manikoutai); La plus courte chanson; Tout l'monde est malheureux; Gros Pierre; La chanson démodée; Mon bateau, mon quai; Tam de delam; Mon pays.
L'Ensemble Claude-Gervaise chante l’amour et la guerre
L'hirondelle; Isabeau (instrumental); Je me lève à l'aurore du jour; La disputeuse (instrumental); La chanson de l'amante déguisée; Lieutenant Gordon's march (instrumental); Branle de Bresse; Malbrough s'en va t'en guerre (instrumental); Pavanne de la guerre (instrumental); Nous étions trois capitaines; Ils étaient trois hommes étranges; Germine; Bransle bourgeois (instrumental).
Les Floralies en poésie et en musique
Chansons composées et interprétées par des élèves des écoles primaires de la C.E.C.M. dans le cadre du projet Les Floralies en poésie et musique, dans le but de stimuler la créativité des élèves en relation avec cet événement d'envergure internationale.
Jouissance vous donneray
Jouissance vous donneray; Wascha mesa; Branle de l'official et branle des pois; Dit le Burguygnon; Mignone; Suite de danses; La piva; Guillaume se va chauffer; Bransle de villages; Recordans de mia segnora; Branles de village; Bransles de Champaigne; Jouissance vous donneray; Pass et medio; Tourdion. (Réédité en 2001 sous étiquette Oratorio, ORCD 4111 sous le titre de « Musique populaire des temps anciens »)
La rencontre
I went to the market; La chanson du pharmacien; La chanson du vieux polisson; Fantaisie sur Il me reste un pays; Moi mes souliers; Les hirondelles; La turlutte à Antonio; J'ai planté un chêne; Pour les amants; Gigue et jazz; J'ai pour toi un lac; Le chemin du roi; Les gens de mon pays. (Réédité en 2001 sous étiquette Oratorio, ORCD 4111 sous le titre de « Musique populaire des temps anciens »)
Musique au temps de Léonard de Vinci
L’amor donna; Rostiboli Gioioso; Scaramella; Se Non Fusse la Speranza; S'Il Dissi Mai; Non Peccando Altri Ch'El Core; Dal Lecto Me Levava; Giloxia; Canto di lanzi venturieri/ Canto di lanzi sonatori di rubechine / Canto di lanzi venturieri; Canto dei capi tondi; Carro della morte; Il Trionfo de Diavoli; Chiave chiave; La vida de Culin; Tastar de Corde, Padoana, Calata; La Stangetta; Scaramella; La Bernadina; In te domine speravi; El Grillo; Virgo Constans Decolatur; Calata; James James; Pizochara; A Florence la Joyose Cite; La Bassa Castiglia; La fia Guilmin.
Noël, Noël !
Titres non disponibles.
Noël des temps anciens
Dans la plus froide et sombre étable; La Noël passée; Oj Pastiri; Dormi, dormi o bel bambin; Lippai; Noël des musiciens; Un flambeau, Jeannette, Isabelle; Entre le bœuf et l'âne gris; Nu ar det Jul Igen; Noël huron; Lulajze Jezuniu; Nouvelle agréable; Venez pasteurs; El niño Jesus; Bel astre que j'adore; What child is this (Greensleeves); Fum fum fum; Lully, Lullay; Veni, veni Emmanuel.
Musique au temps de Jacques Cartier
Chant du calumet; Chanson canadoise; Haloet; Le petit Rouen; Filles à marier; De tous biens plaine; La Spagna; Non mudera; E qui la dira; Je suis d'Allemagne; Je suis trop jeunette; La Magdalena; Recoupe et Tourdion; Dictes sans peur; Au joli bois; Las qu'on cogneust; Pavane Belle qui tient ma vie; Branles d'Écosse; Chanson: Je file quand Dieu; Branle gay: C'est mon ami; Branle de Bourgogne: Qui veut avoir; Suite de branles; Ened Rosporden; Allegez-moy; Ann tri manac'h ruz; Passepieds de Bretagne; Gabriel Nazareth; Danse mauresque; Judentanz.
Douce dame jolie 
Quinte estampie reale et ductia; Prendes i garde; S'on me regarde, He mi enfant Amor potest conqueri; J'ai ades amour chanté; Tant con je vivrai Diex comment porroit; Cuidoient li losengier; L'autrier par la matinée; En tous tans; Volez vous que je vous chant; C'est la jus; Je chevauchoie l'autrier ; Chominciamento di gioia; Comment qu'a moy lonteinne; Douce dame jolie; De tout flors; Je ne cuit pas; Moult sui de bonne heure née; Saltarello I ; Canto lo gallo; Saltarello II; Mon chier ami; Vergine bella; La belle se sied; Basse danse: La basine; Par droit je puis; Verceppe; Amor mi fa cantar.
Complaintes médiévales
Les anneaux de Marianson; Le chevalier à la claire épée; Le nouveau-né noyé qui parle; La courtisane brûlée; La fille du roi Loys; Dame Lombarde; Jean Renaud; La belle qui fait la morte pour son honneur garder; La fille tuée par sa mère; La maumariée vengée par ses frères; Le galant qui voit mourir s'amie; La princesse de l'Albion (Daïe, dé li daïe); Le flambeau d'amour. (Disque de Monique Jutras)
Musique populaire des temps anciens
CD 1 : Jouissance vous donneray; Wascha mesa; Branle de l'official et branle des pois; Dit le Burguygnon; Mignone; Suite de danses; La piva; Guillaume se va chauffer; Bransle de villages; Recordans de mia segnora; Branles de village; Bransles de Champaigne; Jouissance vous donneray; Pass et medio; Tourdion.
CD 2 : I went to the market; La chanson du pharmacien; La chanson du vieux polisson; Fantaisie sur Il me reste un pays; Moi mes souliers; Les hirondelles; La turlutte à Antonio; J'ai planté un chêne; Pour les amants; Gigue et jazz; J'ai pour toi un lac; Le chemin du roi; Les gens de mon pays.
(Publication : 15 avril 2001 / Réédition de "Jouissance vous donneray" publié en 1981 et "La rencontre" publié en 1982)
Nouvelle France
Les Magdelonnettes; La Kuanf Kesnay; Le Cercle ou Cersau; E lon lan la; La petite chasse et L'Oiseau royal; La Basquaise; Musette en duo: Les plaisirs; Rions chantons René; Vielle et contredanse; Les Ormeaux; Allons danser; Menuet; Menuet; Menuet pour les hautbois; La Babet; La blonde et la brunne; Une jeune fillette; Une jeune pucelle; Entends ma voix fidèle; Trente deuxième fantasie sur Une jeune fillette; Jesous ahatonnia; Motet pour la nativité: Hodie Christus; Praeludium; Motet pour le St-Sacrement: Ornate Aras; Chant des Otchipoués (1re version); Tameia alleluia; Chant des Otchipoués (2e version).

## Référence
- (en) Cet article est partiellement ou en totalité issu de l’article de Wikipédia en anglais intitulé « Ensemble Claude-Gervaise » (voir la liste des auteurs).

1. ↑  Page du groupe sur le site quebecinfomusique.com